# آرامید

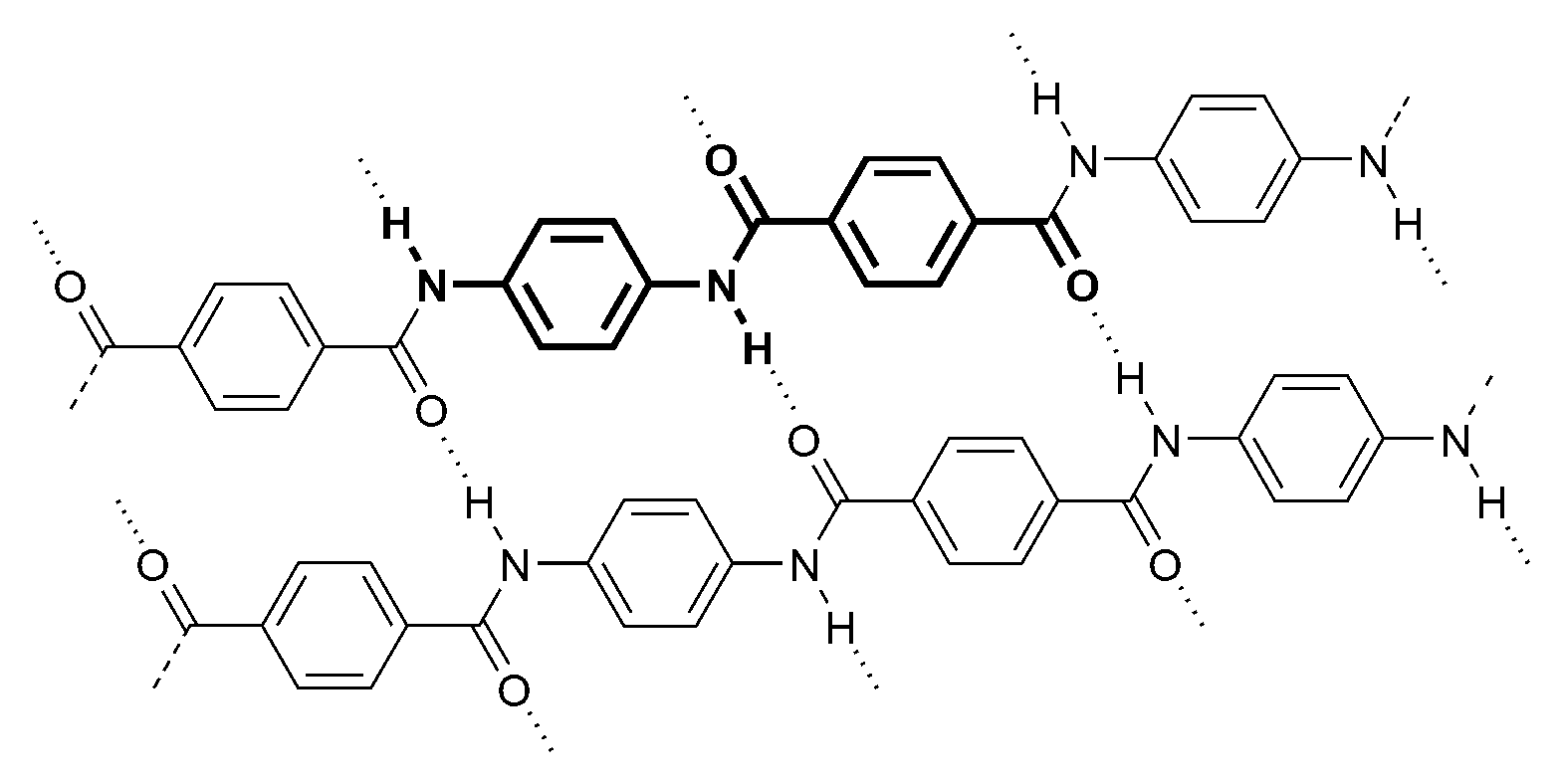
ساختار کولار (یک فرا آرامید)

الیاف آرامیدا (به انگلیسی: Aramid fibers) یک نوعی از الیاف مقاوم در برابر حرارت و الیاف مصنوعی قوی می‌باشد. آرامیدا در هوا فضا و برنامه‌های نظامی، زره بالستیک و مواد مرکب بالستیک مورد استفاده در لاستیک دوچرخه کاربرد دارد، و یک جایگزین برای آزبست نیز می‌باشد. نام آرامیدا یک واژه مرکب برگرفته از دو واژه «پلی آمید و آروماتیک» است. آرامیدا، الیافی هستند که در آن مولکول‌های زنجیره‌ای به شدت در امتداد محور فیبر هستند، به طوری که قدرت پیوند شیمیایی را می‌توان استفاده کرد.

## تاریخچه
پلی آمید آروماتیک (آرامیدا) برای اولین بار در برنامه‌های کاربردی تجاری در اوایل ۱۹۶۰، همراه با فیبر متا آرامیدا توسط شرکت دوپونت به عنوان HT-1 و سپس تحت نام تجاری نومکس تولید شد. این فیبر، شبیه به الیاف پارچه لباس عادی می‌باشد، و به خاطر مقاومت زیاد در برابر گرما، آن را به آتش نگرفتن و ذوب نشدن نیز می‌شناسند. آرامیدا به‌طور گسترده در تولید پوشاک محافظ، تصفیه هوا، عایق‌های حرارتی و الکتریکی و همچنین به عنوان یک جایگزین برای آزبست استفاده می‌شود. متا آرامیدا نیز در هلند و تیجین ژاپن تحت نام تجاری کانکس، در کشور کره توسط شرکت تورای با نام تجاری آراوین، در چین توسط یانتای تایهو تحت نام تجاری ستاره جدید (به انگلیسی: New Star)، تولید می‌شود.
بر اساس تحقیقات پیشین که توسط شرکت مونسانتو و بایر، فیبر فرا آرامیدا با سرسختی بسیار بالاتر و مقاومت کششی نهایی بالاتری نیز در ۱۹۶۰–۱۹۷۰ توسط دوپونت و آکزونوبل توسعه داده شده بود.
کارهای زیادی توسط استفانی کولک در سال ۱۹۶۱ در دوپونت انجام شد، و این که این شرکت برای اولین بار به معرفی یک فرا آرامیدا به نام کولار در سال ۱۹۷۳ پرداخت.
فرا آرامیدا در بسیاری از برنامه‌های کاربردی با تکنولوژی بالا، از جمله هوا فضا و برنامه‌های نظامی، جلیقه ضدگلوله کاربرد دارد.
تعریف کمیسیون فدرال تجارت برای الیاف آرامیدا:
یک فیبر تولید شده که در آن مواد فیبر، تشکیل زنجیره بلندی از پلی آمید مصنوعی را می‌دهند که در آن حداقل ۸۵ درصد از ارتباط آمید (-CO-NH-) به‌طور مستقیم به دو حلقه آروماتیک متصل است.

## سلامتی
در طول سال ۱۹۹۰، آزمونی در شرایط آزمایشگاهی از الیاف آرامیدا نشان داد که به "بسیاری از اثرات مشابه در سلول‌های اپی تلیال به عنوان آزبست، از جمله افزایش اختلاط نوکلئوتید نشاندار به دی‌ان‌ای، باعث بالا بردن احتمال پیامدهای سرطان زا می‌شود. با این حال، در سال ۲۰۰۹، نشان داده شد که فیبرهای آرامیدا استنشاقی کوتاه، به سرعت از بدن پاک می‌شوند و خطر کمی را برخواهند داشت.

## تولید
ظرفیت تولید پارا آرامیدا جهان در سال ۲۰۰۲، ۴۱٬۰۰۰ تن تخمین زده شد و هر سال ۵–۱۰٪ افزایش می‌یابد.

## آماده‌سازی پلیمر
آرامیدا به‌طور کلی توسط واکنش بین یک گروه آمین و یک گروه هالید کربوکسیلیک اسید ایجاد می‌شود.
n NH2−Ar−COCl → −(NH−Ar−CO)n− + n HCl
شناخته شده‌ترین آرامیدها (کولار، توران، نومکس، ستاره جدید و توران) پلیمرهای AABB هستند.

## حضور
- الیاف
- پودر
- الیاف خرد شده
- خمیر کاغذ

## ویژگی‌های الیاف آرامیدا
آرامیدا یک درجه بالایی از جهت‌گیری با الیاف دیگر مانند پلی اتیلن فوق‌العاده بالا و با وزن مولکولی، را به اشتراک می‌گذارد.

### عمومی
- مقاومت خوب در برابر سایش
- مقاومت خوب در برابر حلال‌های آلی
- نارسانا
- هیچ نقطه ذوبی ندارد، تخریب از ۵۰۰ درجه سانتی گراد شروع می‌شود
- اشتعال پذیری کم
- یکپارچگی خوب پارچه در دماهای بالا
- حساس به اسیدهای آلی و نمک
- حساس به پرتو فرابنفش

### فرا آرامیدها
- مدول یانگ بالا
- سرسختی بالا
- خزش کم
- طول کم در استراحت (~ ۳٫۵٪)

### مورد استفاده
- لباس مقاوم در برابر آتش (برای مثال، لباس MIL-G-181188B نظامی).
- لباس محافظ حرارتی و کلاه ایمنی
- جلیقه ضد گلوله
- مواد کامپوزیت
- جایگزینی آزبست (برای مثال لنت‌های ترمز)
- پارچه فیلتر هوای گرم
- تایر
- کائوچو
- کابل و طناب
- فتیله رقص آتش
- سیستم‌های کابل فیبر نوری
- پارچه بادبان قایق
- محصولات ورزشی
- نی ساز بادی
- دیافراگم بلندگو
- بتن الیافی
- رشته تنیس
- چوب هاکی (به‌طور معمول در ترکیب با مواد مانند چوب و کربن)
- اسنوبرد
- نرده موتور جت

### فرا آرامیدا
- کولار
- تکنورا
- توران

### متا آرامیدا
نومکس

### دیگر
- نایلون
- پارچه